# A.W. Sijthoff's Uitgeversmaatschappij

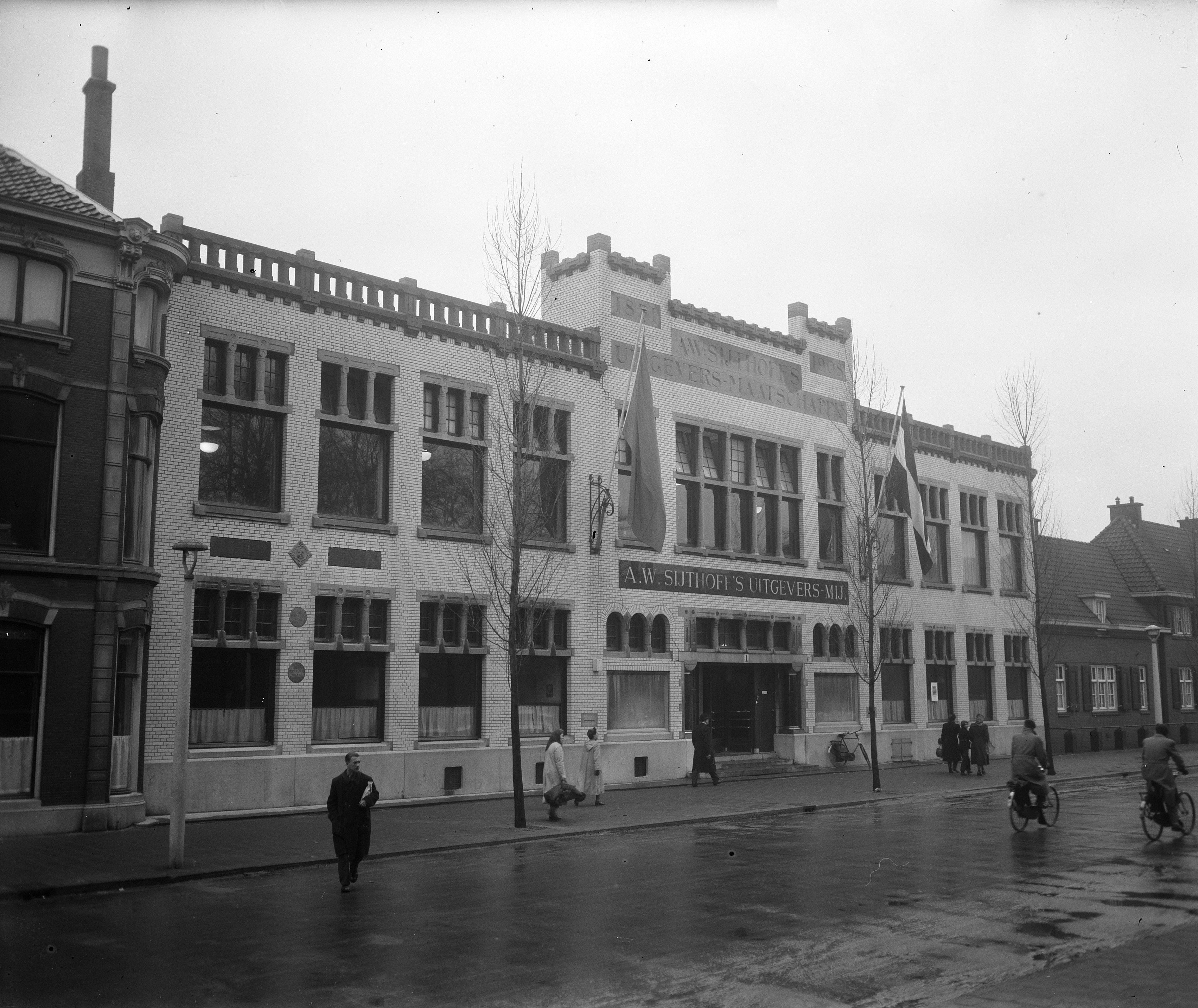
Gebouw van de A.W. Sijthoff's Uitgeversmaatschappij aan de Doezastraat in Leiden, in 1951.

A.W. Sijthoff's Uitgeversmaatschappij was een drukkerij en uitgeverij opgericht in 1851 door Albertus Willem Sijthoff in Leiden. In 1989 ging de uitgeverij op in het nieuwe bedrijf Luitingh-Sijthoff.

## Geschiedenis

### Onder A.W. Sijthoff
Albertus Willem Sijthoff begon zijn bedrijf in 1851, nadat hij enkele jaren bij verschillende uitgeverijen en boekhandels had gewerkt. Het bedrijf werd in eerste instantie gevestigd op de Oude Vest in Leiden, tussen de Jan Vossensteeg en de nu gedempte Volmolengracht. In 1852 betrok het bedrijf een nieuw pand aan Koepoortsgracht (nu Doezastraat). De onderneming begon met een tiental knechts. In de jaren daarna groeide het bedrijf en genoot bekendheid in het buitenland. Tot dan richtte het bedrijf zich vooral op de drukkerij. In het nieuwe pand kwam ruimte voor galvanoplastiek en een houtgraveerschool, zodat ook geïllustreerde werken geproduceerd konden worden. De komst van de houtgraveerschool en de opdrachten die hieruit voortkwamen, zorgde ervoor dat het bedrijf kon groeien als uitgeverij. In een later stadium verdween de school, omdat het lucratiever bleek om illustraties uit het buitenland te kopen.
Gedurende de beginperiode kocht Sijthoff werken van andere uitgeverijen om uit te geven. In 1855 mocht het bedrijf in samenwerking met twee andere uitgevers het blad Maatschappij tot Nut van 't Algemeen uitgeven. Met een Antwerpse uitgever bracht het werken van Hendrik Conscience uit. Heel succesvol was het bedrijf in het uitbrengen van werken van bekende Nederlandse dichters zoals van Isaäc da Costa, Bernard ter Haar, J.J.L. ten Kate en Nicolaas Beets. Op gebied van proza bracht zij werk uit van J.J. Cremer, Johan Gram, Gerard Keller en Jacob van Lennep.
Vanaf 1856 bracht het bedrijf het tijdschrift Kunstkronijk uit nadat deze was overgenomen van K. Fuhri. Ook van Fuhri overgenomen was de Nederlandse encyclopedie Algemeen woordenboek van kunsten en wetenschappen in 1854. Eind negentiende eeuw volgde een nieuwe encyclopedie met de naam Sijthoff's woordenboek voor kennis en kunst. Naast deze werken bracht het bedrijf nog een aantal nuttige werken uit op medisch en militair gebied, en kookboeken en een brievenboek. Voor een woordenboek werd samengewerkt met uitgevers Martinus Nijhoff en D.A. Thieme. Dit boek werd de Woordenlijst voor de spelling der Nederlandsche taal.
Albertus Willem Sijthoff liet in een later stadium van zijn leven, prestigieuze werken uitgeven waaronder een reproductie van het Breviarium-Grimani, een Venentiaans getijdenboek. Andere prestigieuze werken die hij uitgaf waren: Boekhandel en bibliographie, Onze gouden eeuw, Algemeene geschiedenis, Nederlandsche steden in haar ontstaan, groei en ontwikkeling en Je maintiendrai. Een boek over Nassau en Oranje.
Innoveren vond Sijthoff belangrijk. Zo was het bedrijf een van de eerste in Nederland die de snelpers gebruikte en de eerste die de hoogdrukpers en de zetmachine in gebruik nam.

### Onder Frentzen en Van Looy

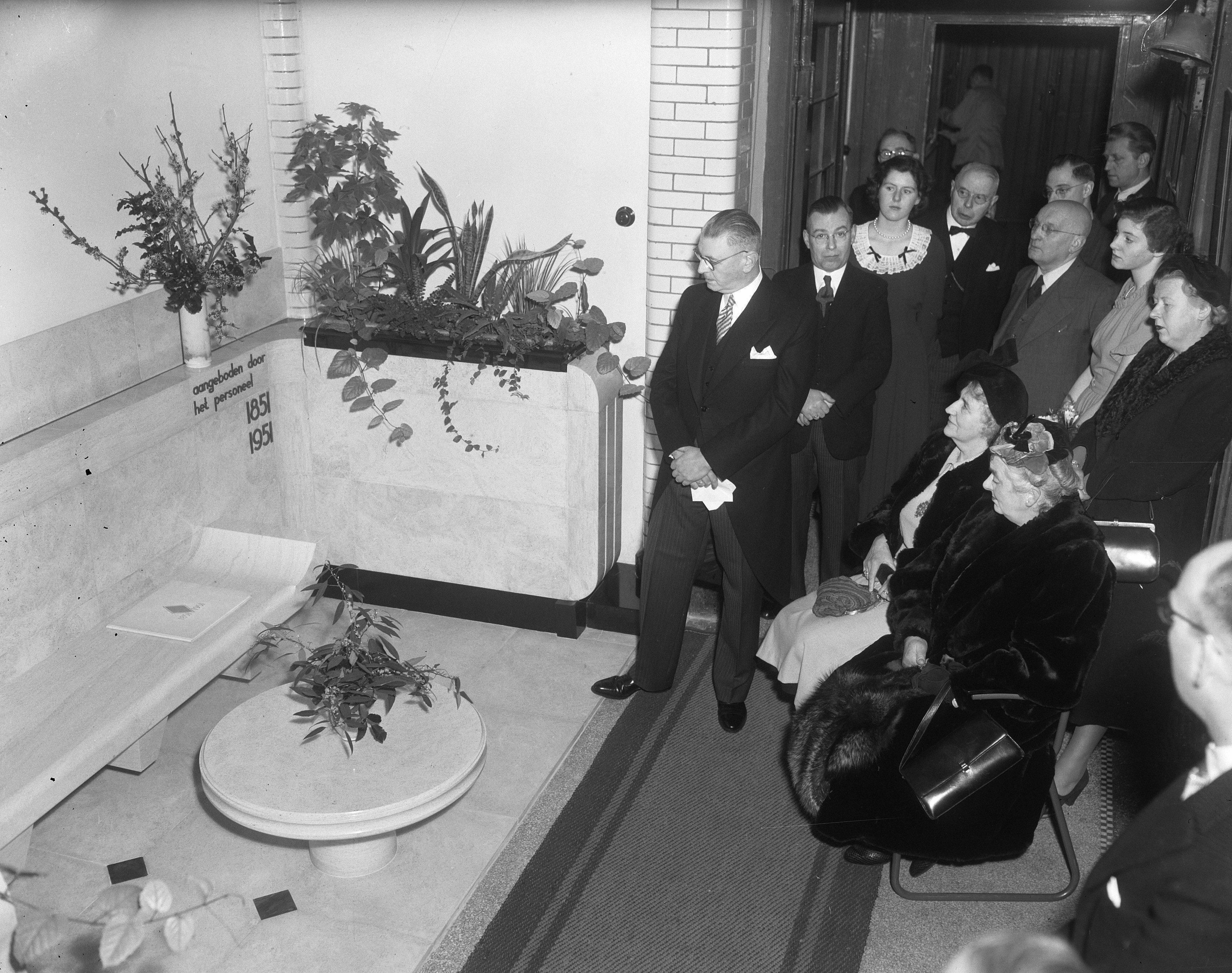
Jubileum van A.W. Sijthoffs Uitgeversmaatschappij in 1951 en de onthulling van het cadeau, een stenen bank, namens het personeel.

Na Sijthoff's dood werd schoonzoon C.G. Frentzen de nieuwe directeur maar hij overleed al een jaar later. Zijn zoon A.W. Frentzen nam de zaak over en werd hierbij bijgestaan door een mededirecteur. Tot 1924 was dat Jan Tersteeg en daarna was dat Simon George van Looy. Van Looy was, voordat hij mededirecteur werd, eigenaar van een eigen uitgeverij die hij had verkocht aan Sijthoff. Onder A.W. Frentzen groeide het aantal personeelsleden tot ongeveer 100. Frentzen trad af in 1929 en Van Looy bleef als enige directeur over.
In de jaren dertig gaf de uitgeverij tussen de vijftig en honderd boeken per jaar uit en tientallen tijdschriften. In 1938 had het een omzet van 338.000 gulden en was daarmee de negende uitgeverij van Nederland. De belangrijke uitgaven waren onder andere de Nederlandsche bibliographie, de Brinkman-catalogus, het Woordenboek der Nederlandsche Taal en het verzorgde uitgaven van het Internationaal Gerechtshof in Den Haag. In de jaren voor de Tweede Wereldoorlog gaf de uitgeverij werken uit van gevluchte Duits-Joodse wetenschappers.
Na de Duitse inval verminderde het aantal opdrachten voor de uitgeverij en moesten 45 van de 180 personeelsleden ontslagen worden. Papier was toen nog ruim voorhanden en het aantal uitgegeven boeken lag in de eerste twee jaar van de oorlog bijna op hetzelfde niveau. Dat veranderde in 1942 doordat papier schaars werd. Werken moesten goedgekeurd worden door Afdeeling Boekwezen van het Departement van Volksvoorlichting en Kultuur voordat ze uitgegeven mochten worden, wat een vorm van censuur was. Sijthoff sloot zich aan bij Kultuurkamer om sluiting te voorkomen, maar het weigerde om 'foute' boeken uit te geven. Hierdoor nam het aantal gedrukte boeken af tot vijftien boeken in 1942, tien boeken in 1943 en vijf bovengrondse boeken in 1944. Daarnaast gaf het 25 ondergrondse boeken uit, oftewel boeken waar geen expliciete toestemming voor gegeven was door de bezettende overheid. Die werken bevatten nauwelijks kritiek of satire op de bezetter dus daar was minder controle op.
In 1951 vierde het bedrijf haar 100-jarige bestaan. Namens het personeel werd een stenen bank geschonken aan de directie van het bedrijf. Het Leidse stadsbestuur kreeg twee gebrandschilderde ramen van het bedrijf, voor in het stadhuis, vervaardigd door Chris de Moor.

## Archief
Het archief van A.W. Sijthoff's Uitgeversmaatschappij wordt bewaard in de Universitaire Bibliotheken Leiden waarvan een deel ook digitaal beschikbaar is.